# Meego (série télévisée)
 (février 2023).
Si vous disposez d'ouvrages ou d'articles de référence ou si vous connaissez des sites web de qualité traitant du thème abordé ici, merci de compléter l'article en donnant les références utiles à sa vérifiabilité et en les liant à la section « Notes et références ».
Pour les articles homonymes, voir Meego.
Meego est une série télévisée américaine en 13 épisodes, créée par Ross Brown et dont seulement 6 épisodes ont été diffusés entre le 1er septembre 1997 et le 24 octobre 1997 sur le réseau CBS.
En France, la série a été diffusée intégralement du 14 janvier 1998 au 11 avril 1998 dans Décode pas Bunny sur Canal+ et aussi sur Canal J.

## Synopsis
Un vaisseau spatial s'écrase sur Terre avec à son bord Meego, un extraterrestre âgé de 9 000 ans, originaire de la planète Marmazon 4.0. Il est découvert par trois enfants qui vivent seuls avec leur père, un cardiologue à l'emploi du temps chargé. En attendant que son vaisseau soit réparé, Meego décide de s'occuper de ces enfants.

## Distribution
- Bronson Pinchot (VF : Luq Hamet) : Meego
- Ed Begley Jr. (VF : Jean-Claude Montalban) : Dr Edward Parker
- Will Estes (VF : Tony Marot) : Trip Parker
- Michelle Trachtenberg (VF : Marie-Eugénie Maréchal) : Maggie Parker
- Jonathan Lipnicki (VF : Sarah Marot) : Alex Parker

## Épisodes
1. L'Arrivée (Pilot)
2. L'argent ne fait pas le bonheur (Love and Money)
3. La vérité sur les voitures et les chiens (The Truth About Cars and Dogs)
4. Vive le roi (It's Good to be King)
5. Fatale attraction (Fatal Attraction)
6. Coucou fais moi peur (Halloween)
7. Drôle de surprise (Mommy 'n' Meego) (non diffusé aux USA)
8. Abracadabra (Magic Parker) (non diffusé aux USA)
9. Menteur menteur (Liar, Liar) (non diffusé aux USA)
10. Drôle de Noël (I Won't Be Home For Christmas) (non diffusé aux USA)
11. La Fièvre du samedi soir (Saturday Night Fever) (non diffusé aux USA)
12. Vive la culture (Performance Art) (non diffusé aux USA)
13. La leçon de conduite (Car and Driver) (non diffusé aux USA)